# Собор Пресвятой Богородицы (Адана)
Собор Пресвятой Богородицы (арм. Սուրբ Աստվածածին եկեղեցի) — армянская церковь, построенная в 1840 году, путём перестройки старой одноимённой церкви XIII века Киликийского армянского царства, стоявшей на этом месте. Располагалась в городе Адана, Турции. Снесена в 1970-х годах для строительства отделения Центрального банка Турции.   

## История
Собор был построен в 1840 году в результате реконструкции старой церкви Пресвятой Богородицы, основанной в XIII веке в период Киликийского армянского царства.
В 1890 году армяне Аданы, под руководством архиепископа Мкртича Вехапетяна, отметили 50-летие собора Пресвятой Богородицы. Его также называли «верхняя церковь» из-за того, что она располагалась на холме, а другой армянский храм святого Степаноса назывался «нижняя церковь» так как располагалась на равнине.
В начале 1900-х годов, под руководством архиепископа Мушега Серопяна, была проведена реконструкция по расширению собора. Таким образом собор стал архиерейской резиденцией. В тот же период времени была построена армянская средняя школа.
Начиная с периода геноцида армян, собор сначала использовался как военный склад, затем в 1923 году был конфискован турецким правительством. В 1930 году собор был сдан в аренду кинематографисту Баки Тонгучу (Baki Tonguç), который открыл здесь большой кинозал (Tan Sineması). И наконец в 1970-х годах собор был снесён для строительства на его месте отделения Центрального банка Турции.

## Галерея

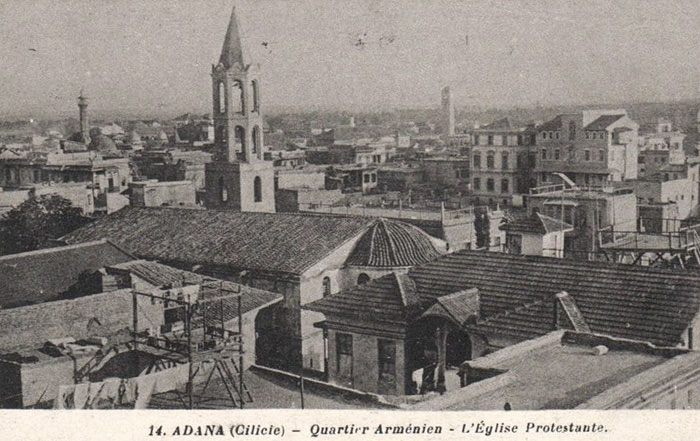
Вид с запада
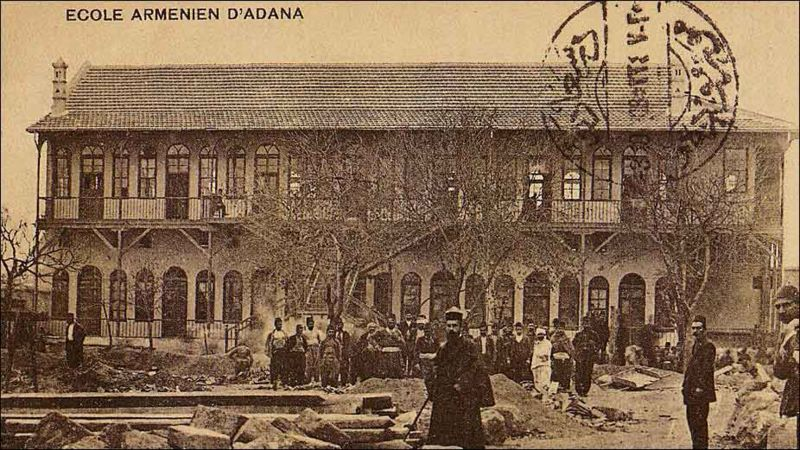
Фотография школы
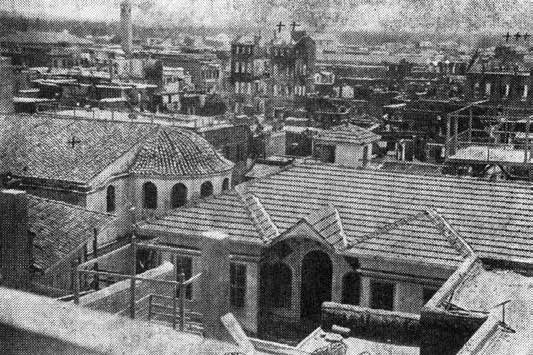